# Cladonia lacryma
Cladonia lacryma är en lavart som beskrevs av S. Hammer. Cladonia lacryma ingår i släktet Cladonia och familjen Cladoniaceae.   Inga underarter finns listade i Catalogue of Life.